# Johnny Morrissey
John Morrissey, detto Johnny (Liverpool, 18 aprile 1940), è un ex calciatore inglese, di ruolo attaccante.

## Carriera
Morrissey fa il proprio debutto tra i professionisti nel 1957 con indosso la maglia del Liverpool. Con i Reds, in 5 stagioni complessive, colleziona solamente 36 presenze in campionato.
Nel 1962 viene acquistato dai rivali cittadini dell'Everton, per 10000 sterline. Durante la propria permanenza alle Toffees vince in due occasioni la First Division, (le edizioni 1962-1963, sua stagione d'esordio e 1969-1970). Complessivamente, in 10 stagioni trascorse al club, ha collezionato 314 presenze e 50 reti. 
Successivamente, viene ingaggiato dall'Oldham Athletic, con cui nel 1973 termina la propria carriera agonistica.

## Palmarès

### Club

#### Competizioni nazionali
- Campionato inglese: 2

Everton: 1962-1963, 1969-1970
- Coppa d'Inghilterra: 1

Everton: 1965-1966